# Садыхов, Мирза Гусейн оглы
Мирза Гусейн оглы Садыхов (азерб. Mirzə Hüseyn oğlu Sadıxov ; 1896, Мискинли — 1970, Кировабад) — азербайджанский советский учёный-селекционер, партийный и государственный деятель, профессор, борец за установление Советской власти в Азербайджане, депутат Верховного Совета Азербайджанской ССР III созыва, лауреат Сталинской премии 1947 года.

## Биография
Мирза Гусейн оглы Садыхов родился 26 декабря 1896 года в селе Мискинли Елизаветпольского уезда Елизаветпольской губернии (ныне — село в Кедабекском районе Азербайджана). С 1913 года Садыхов работал на Кедабекском медиплавильном заводе и принимал участие в забастовках рабочих.
С 1917 года Садыхов был левым эсером. В 1917—1918 годах Мирза Садыхов был председателем Исполнительного комитета Совета депутатов рабочих Кедабека. С 1919 года был членом Российской коммунистической партии (большевиков) (позже с 1952 года как Коммунистическая партия Советского Союза). В 1919 году Садыгов был руководителем майской забастовки рабочих и представителем 1-го Съездов Азербайджанской коммунистической партии (большевиков).
После установления в Азербайджане Советской власти Садыхов работал на Кедабекском медиплавильном заводе, занимал должности Чрезвычайного комиссара Шамхорского уезда и председателя Исполнительного комитета Шамхорского уезда. С 1929 года и до конца жизни был заведующим кафедрой Азербайджанского сельскохозяйственного института, Дагестанского сельскохозяйственного института, Кировабадского педагогического института имени Г. Зардаби, директором Азербайджанского научно-исследовательского института животноводства.
Мирза Садыхов участвовал в выведении новой высокопродуктивной породы мериносовых овец «Азербайджанский горный меринос». За эту работу в 1947 году он был удостоен Сталинской премии. Помимо этого Садыхову удалось вырастить сорт озимой пшеницы «Кахраба-10». Также он был депутатом Верховного Совета Азербайджанской ССР 3-го созыва. В 1953 году получил учёное звание профессора.
Скончался Мирза Садыхов 14 февраля 1970 года в городе Кировабад.